# Rejon eksploatacyjny

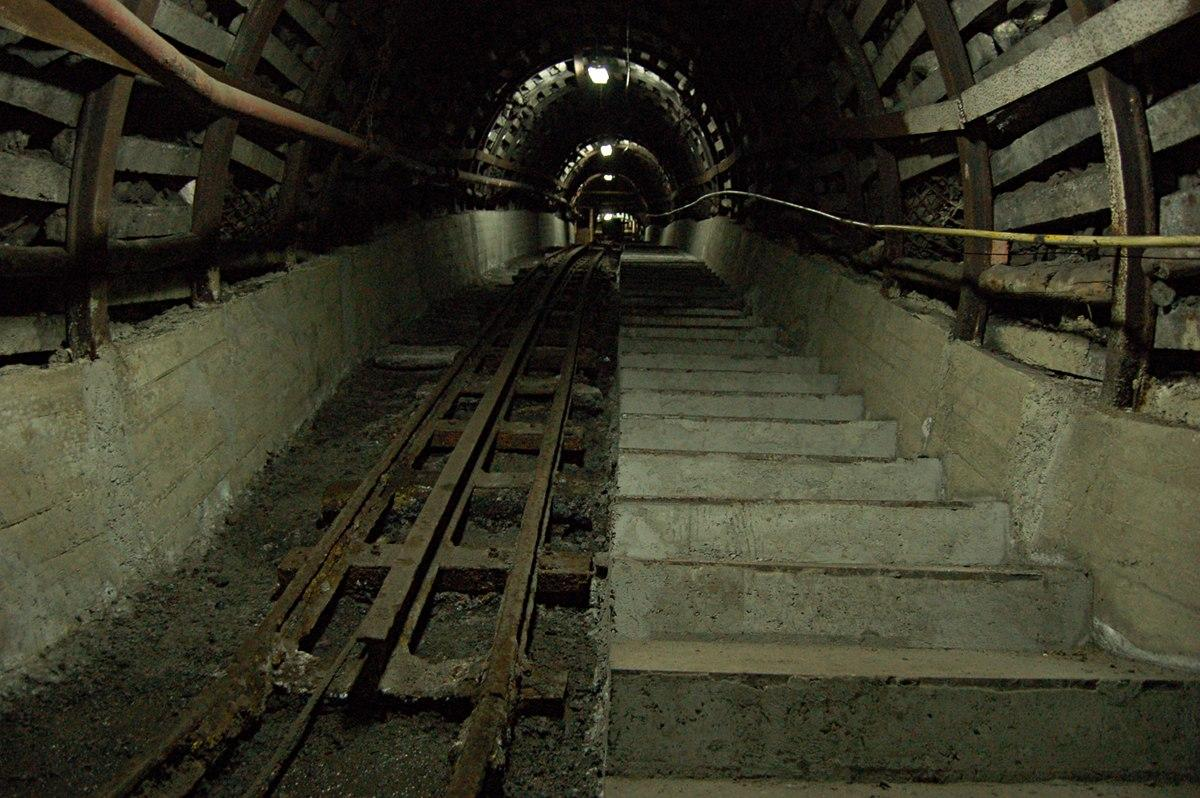
Rejon eksploatacyjny

Rejon eksploatacyjny – obszar zawarty między chodnikami a pochylniami. Dzieli się go na rejon eksploatacyjny główny i rejony peryferyjne. W każdym z rejonów znajdują się szyby wdechowe i wentylacyjne.